# Liste der Fließgewässer im Flusssystem Weißer Main

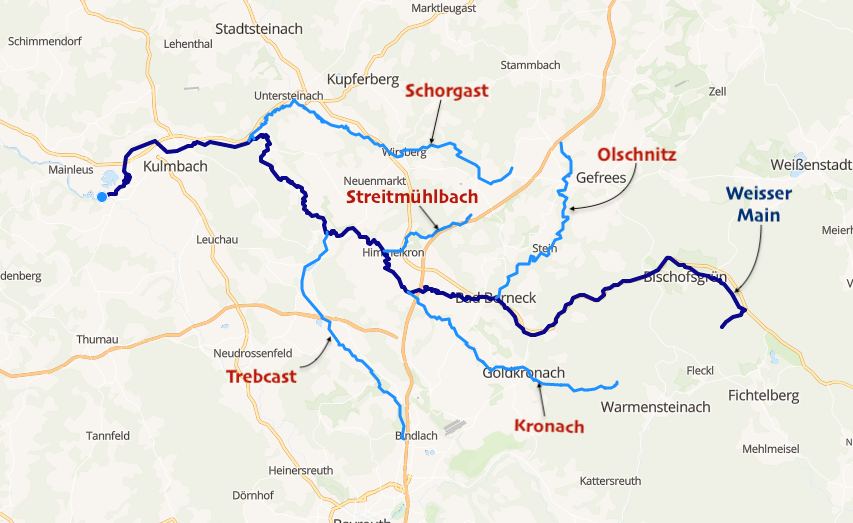
Einzugsgebiet des Weißmains

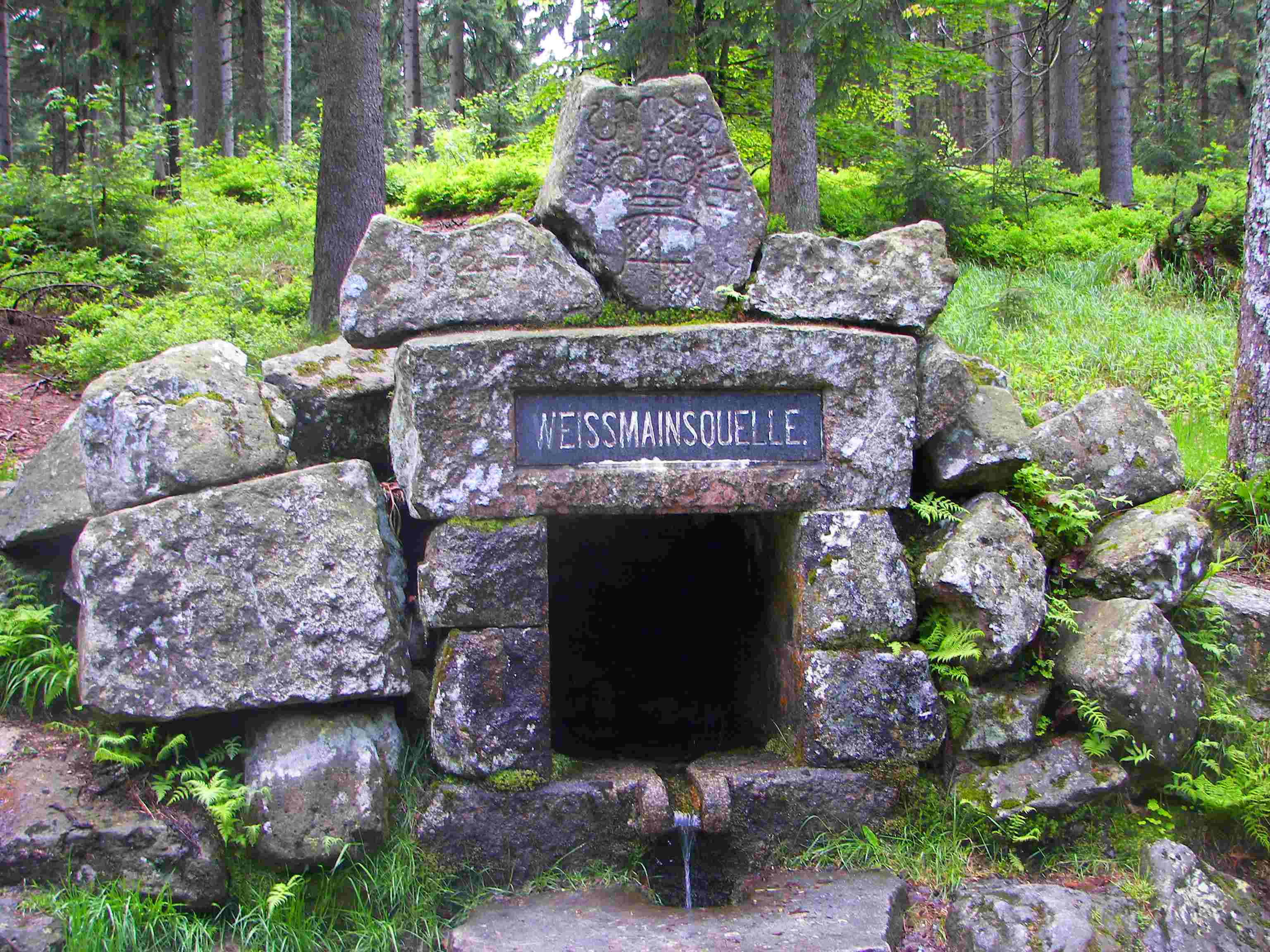
Weißmainquelle

Die Liste der Fließgewässer im Flusssystem Weißer Main umfasst alle direkten und indirekten Zuflüsse des Weißen Mains, soweit sie namentlich auf der Topographischen Karte 1:10000 Bayern Nord (DK 10), auf der Parzellarkarte oder im Kartenservicesystem des Bayerischen Landesamts für Umwelt (LfU) aufgeführt werden. Namenlose Zuläufe und Abzweigungen werden nicht berücksichtigt. Wenn sich der Gewässername nach dem Zusammenfluss zweier Gewässerabschnitte ändert, werden die beiden Zuflüsse als Quellzuflüsse separat angeführt, ansonsten erscheint der Teilbereichsname in Klammern. Die Längenangaben werden auf eine Nachkommastelle gerundet. Die Fließgewässer werden jeweils flussabwärts aufgeführt. Die orografische Richtungsangabe bezieht sich auf das direkt übergeordnete Gewässer. Teilflusssysteme mit mehr als 20 Fließgewässern sind in eine eigene Liste ausgelagert (→ Flusssystem).

## Weißer Main
Der Weiße Main ist der 51,7 km lange rechte Quellfluss des Mains in Oberfranken.

## Zuflüsse
Direkte und indirekte Zuflüsse des Weißen Mains
- Paschenbach (rechts), 2,0 km[1]
- Kroppenbach (rechts), 3,45 km, 3,70 km²
- Brombergsbach (Brunnbergsbach) (links), 1,5 km[1]
- Lützelmain (links), 2,82 km, 5,33 km²
- Steinbach (links). 2,7 km[1]
- Schmelzbach (links), 3,53 km, 2,66 km²
- Zoppatenbach (links), 6,38 km, 7,99 km²
  - Greimbach (links), 1,3 km[1]

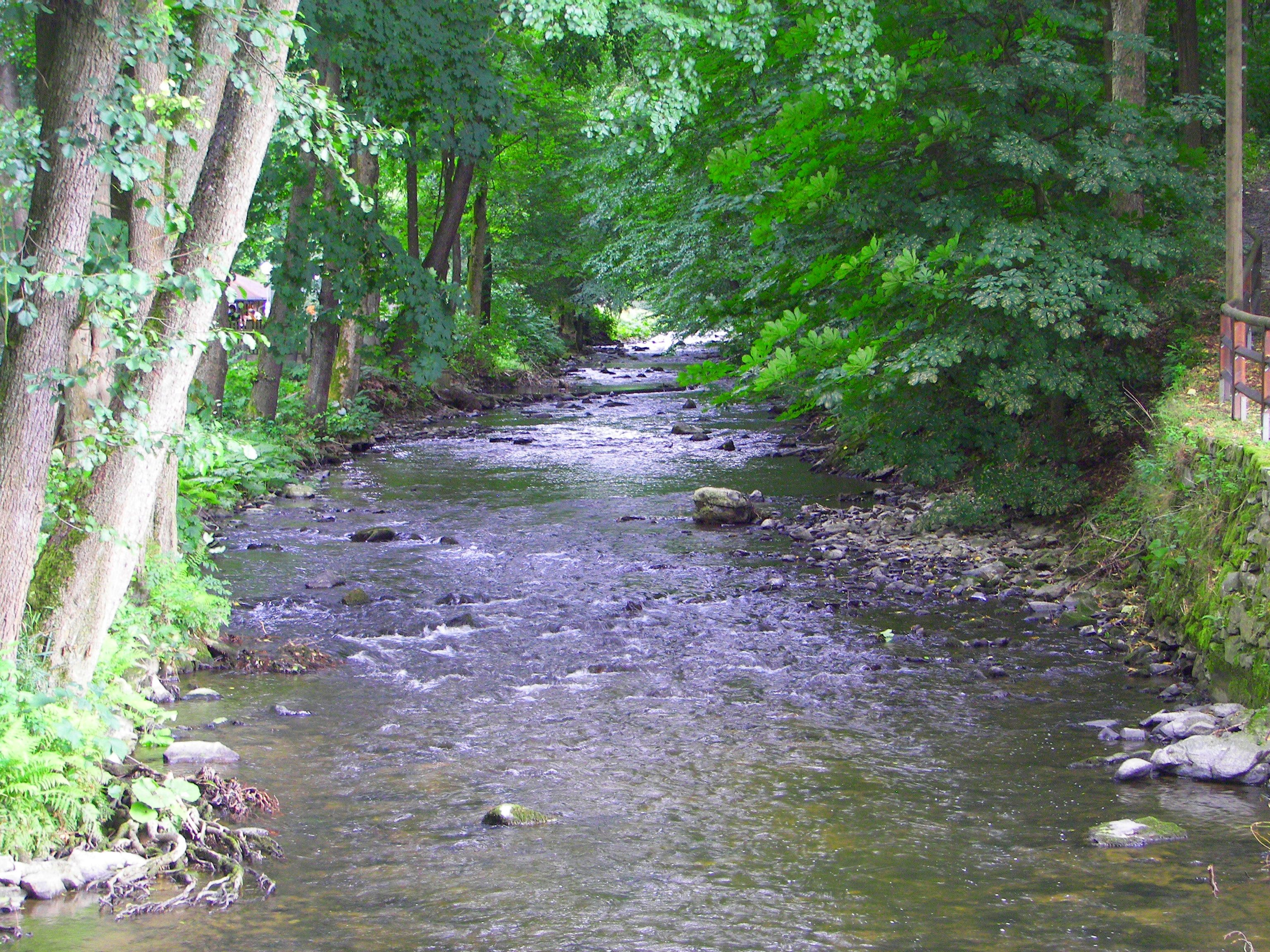
Die Ölschnitz

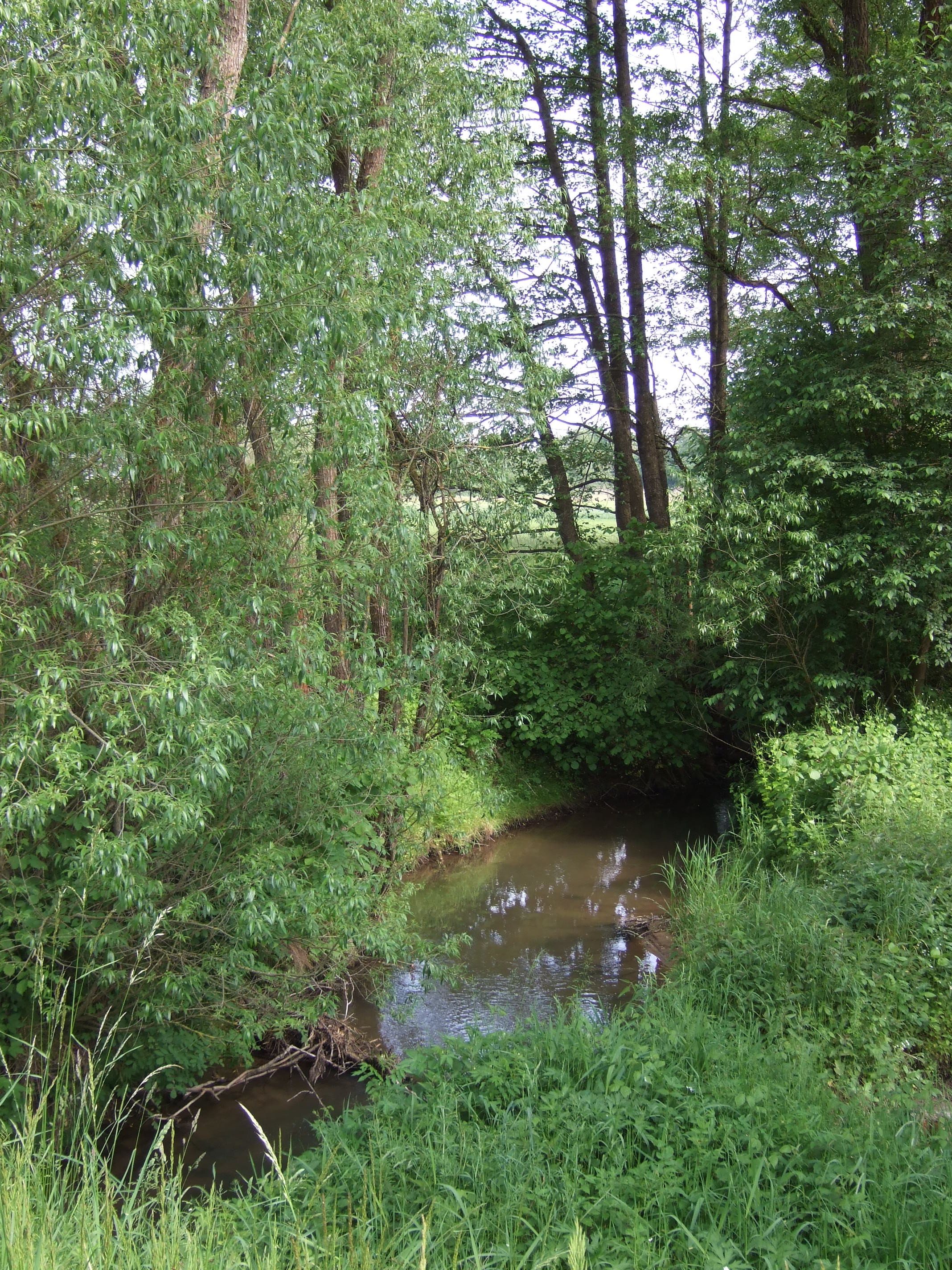
Die Trebgast

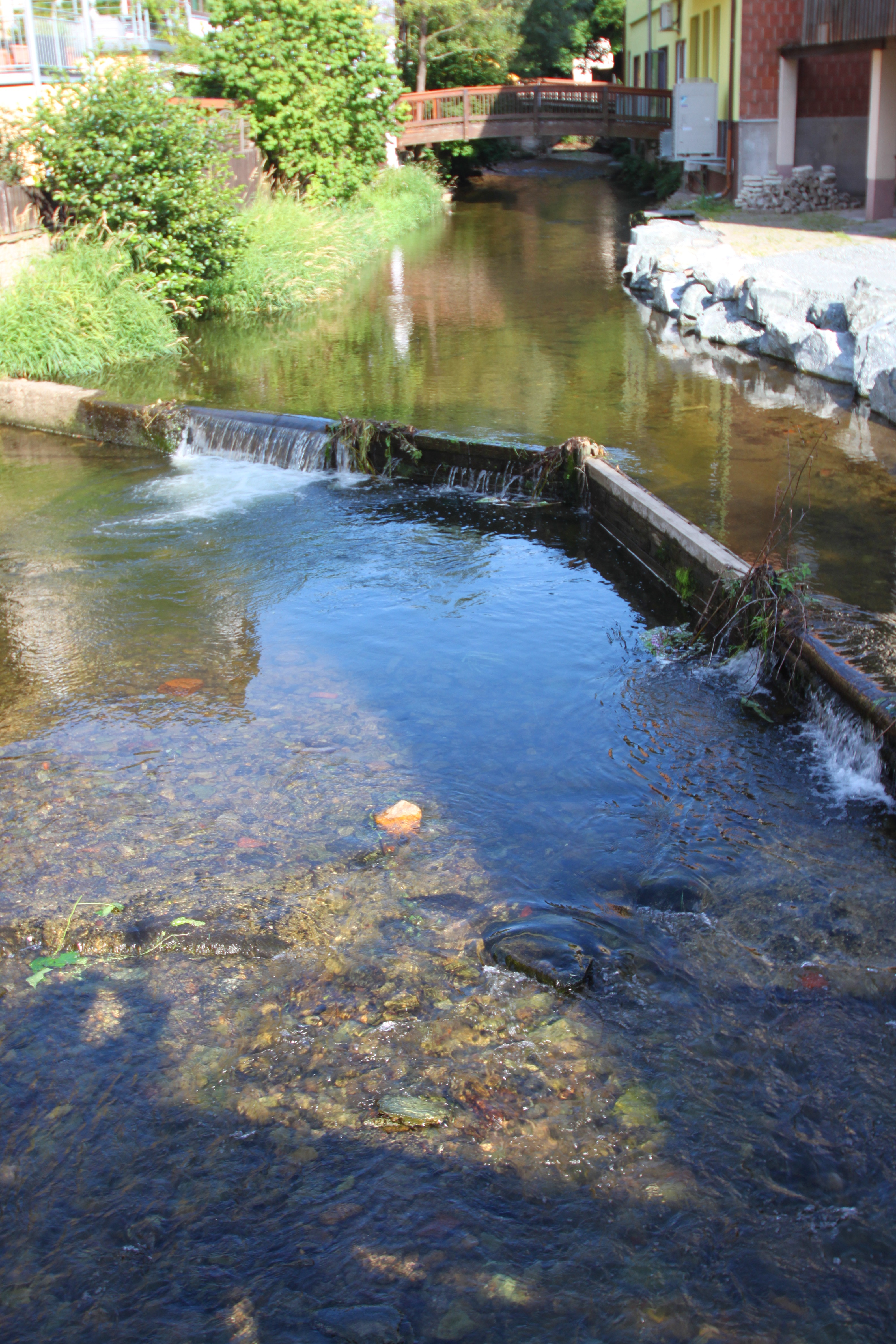
Die Schorgast

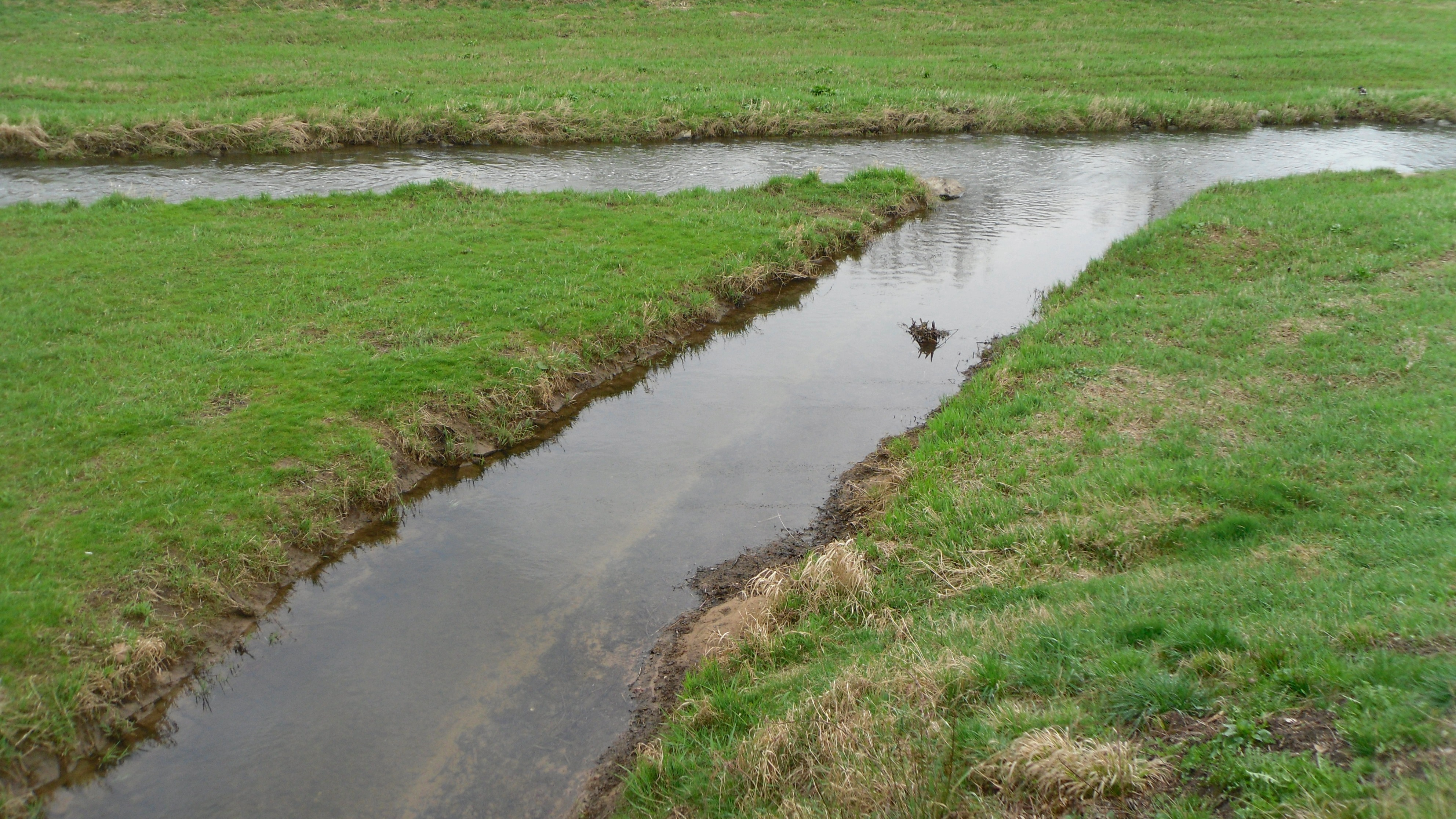
Die Dobrach

- Ölschnitz  (rechts), 22,1 km, 99,65 km² → Flusssystem
- Rimlasgrundbach (rechts), 3,23 km, 2,82 km²
- Oberes Wiesenbächlein (links), 1,95 km, 0,89 km²
- Unteres Wiesenbächlein (links), 2,5 km[1]
- Kronach (links), 14,32 km, 40,93 km² 
  - Kornbach (links), 1,7 km[1]
  - Saulochbach (links), 4,46 km, 6,60 km² 
    - Seelohbach(rechts), 2,3 km[1]

  - Kuhbach (links), 4,1 km, 9,92 km² 
    - Depserbächlein (links), 1,1 km[1]

  - Langelohbach (links), 1,2 km[1]
  - Benkerbach (links)
  - Weiherbach (rechts)
  - Zitteltalbach (links)
- Streitmühlbach (rechts)
- Laubenbach (rechts)
  - Sesserbach (rechts)
- Trebgast (links), 15,8 km
  - Furtbach (rechter Quellbach)
  - Flußgraben (linker Quellbach)
  - Bremer Mühlbach (links)
  - Schaitzer Bach (links)
  - Haselbach (rechts)
  - Zoltenbachgraben (links)
  - Schlitterbach (links)
  - Kesslerbach (Köstlerbach) (links)
    - Ottersgraben (links)

  - Weißbach (rechts)
  - Forellenbach (rechts)
    - Teufelsgraben (rechts)
- Feulner Bach (rechts)
- Veitsgraben (links)
  - Saugraben (links)
- Mühlgraben (links)
- Fölschnitz (rechts)
- Schorgast (rechts), 15,4 km → Flusssystem
- Kesselbach (rechts)
- Purbach (rechts)
- Dobrach (rechts), 8,6 km
  - Lösau (rechts)
  - Dornlach (rechts)
    - Kleebach (links)
    - Froschbach (rechts)

  - Madelsbach (links)
  - Lehenthaler Bach (rechter Quellbach)
  - Kühleitengraben (linker Quellbach)
  - Mausbach (rechts)
  - Dreibrunnenbach (links)
  - Mühlbach (rechts)
    - Lindigsgraben (rechts)
- Kinzelsbach (links)
  - Weiherbach[2] (rechter Quellbach)
  - Mangbach[3] (linker Quellbach)